# ベルリン地下鉄8号線
ベルリン地下鉄8号線（独: Linie U8）は、ベルリン地下鉄の路線である。

## 概要
18.1kmの路線を有し、駅数は24駅である。旧西ベルリンを南北方向に結ぶ路線であるが、途中で旧東ベルリンに当たる地域を経由している。ベルリンの壁建設後は旧東ベルリンに位置するベルナウアー・シュトラーセ駅 - ハインリヒ＝ハイネ＝シュトラーセ駅間の6駅は閉鎖され、壁崩壊後に営業再開されるまで幽霊駅となった。
運賃はゲズントブルンネン駅 - ヘルマンシュトラーセ駅間がZone A、ヴィテナウ駅 - パンクシュトラーセ駅間がZone Bである。平日・休日ともに5 - 10分間隔での運行が基本である。

## 駅一覧
- ヴィテナウ駅（ドイツ語版）
- ラートハウス・ライニッケンドルフ駅（ドイツ語版）
- ベルリン・カール＝ボンヘッファー＝ネルフェンクリニーク駅（ドイツ語版）
- リンダウアー・アレー駅（ドイツ語版）
- パラツェルズス＝バート駅（ドイツ語版）
- レジデンツシュトラーセ駅（ドイツ語版）
- フランツ＝ノイマン＝プラッツ駅（ドイツ語版）
- オスロアー・シュトラーセ駅（ドイツ語版）
- パンクシュトラーセ駅（ドイツ語版）
- ゲズントブルンネン駅
- ヴォルタシュトラーセ駅（ドイツ語版）
- ベルナウアー・シュトラーセ駅（ドイツ語版）
- ローゼンターラー・プラッツ駅（ドイツ語版）
- ヴァインマイスターシュトラーセ駅（ドイツ語版）
- アレクサンダープラッツ駅
- ヤノヴィッツブリュッケ駅
- ハインリヒ＝ハイネ＝シュトラーセ駅（ドイツ語版）
- モーリッツプラッツ駅（ドイツ語版）
- コットブッサー・トーア駅（ドイツ語版）
- シェーンラインシュトラーセ駅
- ヘルマンプラッツ駅（ドイツ語版）
- ボディーンシュトラーセ駅（ドイツ語版）
- ライネシュトラーセ駅（ドイツ語版）
- ヘルマンシュトラーセ駅（ドイツ語版）